# Файзабад (уезд)
Уезд Файзаба́д (уйг. پەيزاۋات ناھىيىسى‎, Pəyziwat naⱨiyisi — Пейзиват нахиисы, Пайзават или Цзяши́ (кит. упр. 伽师县, пиньинь Jiāshī xiàn) — уезд округа Кашгар Синьцзян-Уйгурского автономного района Китая. Власти уезда размещаются в посёлке Бажэнь.

## История
В древности эти места входили в состав государства Шулэ. В VII веке после завоевания Западного края империей Тан здесь была воздвигнута крепость Цзяшичэн (迦师城, от старокитайской транскрипции названия реки Кашгар). Когда эти земли были завоёваны империей Цин, то в 1902 году был создан уезд Цзяши, названный в память о древней крепости; его власти разместились в Кайдаймуцзяе (на территории современной волости Цзянбацзы). В 1906 году власти уезда переместились в посёлок Бажэнь.

## Административное деление
Уезд Файзабад делится на 3 посёлка и 10 волостей.

## Экономика
Важное значение имеет сельское хозяйство, особенно выращивание и переработка дынь и слив. По состоянию на 2023 год общая площадь плантаций сливы домашней в Пайзавате составляла 300 кв. км, объем производства — 230 тыс. тонн (на долю уезда приходится 40 % общей площади выращивания сливы домашней и 60 % её производства в Китае). В 2024 году сливовые сады занимали 38 тыс. га, а общий объем производства сливы и продукции из неё составил в 7,4 млрд юаней (1,06 млрд долл. США). Сливы из Пайзавата экспортируются в Малайзию, Сингапур, Индонезию, Вьетнам, Таиланд и Казахстан.